# Polygonum rigidum
Polygonum rigidum är en slideväxtart som beskrevs av Skvortz.. Polygonum rigidum ingår i släktet trampörter, och familjen slideväxter. Inga underarter finns listade i Catalogue of Life.